# Seojeong-dong
Seojeong-dong (koreanska: 서정동)är en stadsdel i staden Pyeongtaek i provinsen Gyeonggi i den centrala delen av Sydkorea, 60 km söder om huvudstaden Seoul.